# Латышев, Михаил Тарасович
Михаил Тарасович Латышев (5 октября 1948, Лыткарино, Московская область — 2008, Молдова) — русский советский писатель, прозаик, драматург, критик, редактор.

## Биография
Родился и жил в г. Лыткарино Московской области. Окончил художественное училище. После службы в рядах Советской армии трудился в ряде газет, театре.
Первую пьесу обнародовал в 1979 г.
С начала 1980-х не менее 7 лет занимался в семинаре молодых драматургов Московской писательской организации.
С 1989 года выпустил пять сборников стихов, в прозе предпочитал приёмы «магического реализма».
С конца 1980-х пробовал себя в издательской и рекламной деятельности.
В 1991—1992 Латышев — коммерческий директор научно-фантастического журнала «Четвёртое измерение», а затем и его главный редактор (вскоре журнал перестал выходить). В 1993 г. — составитель сборника фантастики «Храм снов» (1993), с того же года — книжной серии «Четвёртое измерение».
В середине 1990-х сотрудничал в издательстве «Терра» редактором. В 2000-е был директором КПЦ «Русский Парнас».
Погиб в Молдове в 2008 году…

## Сочинения
Перу М. Т. Латышева принадлежат, в частности,
- «Фантазии в 1 д.» «Зеленеет синяя трава» (1988),
- «Сказки для взрослых» «Мышонок» (1989, 1990, 1993),
- повести «Отчасти фантастика» «Осенние люди» (1989).

В сборник «сказок для взрослых» Латышева позже также вошли повести «Улыбка Анны» (1993), «Исцелитель» (1994) и «Похитители радости».
Среди пьес Латышева известны «Старухи со второго этажа» и другие небольшие пьесы, которые по сей день с удовольствием ставят многие любительские и студенческие театры.